# 百歳酒
百歳酒（ペクセジュ）は、韓国のもち米をベースにした酒で、高麗人参を代表とする様々な薬草で風味づけされている。名前の由来は、百歳酒に含まれる薬草の効果で100歳まで生きられるということからきている。
百歳酒は伝統的な製法で醸造され、高麗人参や薬草の香りがするまろやかな味わいである。
株式会社麹醇堂が製造。日本では株式会社BSJ（百歳酒ジャパン）が販売している。